# Líský
Líský (en allemand : Haselwald) est une commune du district de Kladno, dans la région de Bohême-Centrale, en Tchéquie. Sa population s'élevait à 102 habitants en 2020.

## Géographie
Líský se trouve à 15 km au sud-est de Louny, à 18 km au nord-ouest de Kladno et à 42 km à l'ouest-nord-ouest de Prague.
La commune est limitée par Hořešovice au nord, par Pozdeň à l'est et au sud, et par Bílichov à l'ouest et au nord-ouest.

## Histoire
La première mention écrite de la localité date de 1616.